# Barbacoas (Costa Rica)
Barbacoas es un distrito de Costa Rica, el número tercero del cantón de Puriscal (provincia de San José).

## Historia
Antes de 1930 el distrito estaba integrado al de Desamparaditos (ambos bajo el nombre de este último). Al separarse, el distrito Barbacoas poseía un área de 21,76 km² hasta la década de 1990, donde pasó a tener la actual superficie de 19,09 km².

## Geografía
Barbacoas cuenta con un área de 18,62 km² y una altitud media de 1160 m s. n. m.

## Demografía
Para el año 2022, Barbacoas cuenta con una población estimada de 5104 habitantes, y para el último censo efectuado, en 2011, Barbacoas contaba con una población de 3692 habitantes.
El distrito Barbacoas es de tipo rural pero con una densidad de población alta. 

## Transporte

### Carreteras
Al distrito lo atraviesan las siguientes rutas nacionales de carretera:
- Ruta nacional 137